# Åtjärnarna (Enångers socken, Hälsingland, 682008-155437)
Åtjärnarna är en sjö i Hudiksvalls kommun i Hälsingland och ingår i Nianån-Norralaåns kustområde. Sjön är 4,8 meter djup, har en yta på 0,0811 kvadratkilometer och befinner sig 140,1 meter över havet. Sjön avvattnas av vattendraget Långvindsån.

## Delavrinningsområde
Åtjärnarna ingår i det delavrinningsområde (681926-155498) som SMHI kallar för Ovan 681902-155685. Medelhöjden är 157 meter över havet och ytan är 11,63 kvadratkilometer. Det finns inga avrinningsområden uppströms utan avrinningsområdet är högsta punkten. Avrinningsområdets utflöde Långvindsån mynnar i havet. Avrinningsområdet består mestadels av skog (93 procent). Avrinningsområdet har 0,08 kvadratkilometer vattenytor vilket ger det en sjöprocent på 0,7 procent.